# Swiss Open 2003
Die Swiss Open 2003 im Badminton fanden vom 18. bis zum 23. Februar 2003 in der St. Jakobshalle Basel statt. Das Preisgeld betrug 80.000 US-Dollar. Das Turnier hatte damit einen Drei-Sterne-Status im Grand Prix.

## Sieger und Platzierte
| Disziplin    | Gold                           | Silber                     | Bronze                      |
| ------------ | ------------------------------ | -------------------------- | --------------------------- |
| Herreneinzel | Lee Hyun-il                    | Anders Boesen              | Sony Dwi Kuncoro            |
| Herreneinzel | Lee Hyun-il                    | Anders Boesen              | Marleve Mainaky             |
| Dameneinzel  | Zhang Ning                     | Wang Chen                  | Mia Audina                  |
| Dameneinzel  | Zhang Ning                     | Wang Chen                  | Jun Jae-youn                |
| Herrendoppel | Flandy Limpele Eng Hian        | Cheng Rui Chen Qiqiu       | Lee Dong-soo Yoo Yong-sung  |
| Herrendoppel | Flandy Limpele Eng Hian        | Cheng Rui Chen Qiqiu       | Yim Bang-eun Kim Yong-hyun  |
| Damendoppel  | Yang Wei Zhang Jiewen          | Wei Yili Zhao Tingting     | Yim Kyung-jin Lee Kyung-won |
| Damendoppel  | Yang Wei Zhang Jiewen          | Wei Yili Zhao Tingting     | Mia Audina Eti Tantra       |
| Mixed        | Jens Eriksen Mette Schjoldager | Kim Yong-hyun Lee Hyo-jung | Chen Qiqiu Zhao Tingting    |
| Mixed        | Jens Eriksen Mette Schjoldager | Kim Yong-hyun Lee Hyo-jung | Lars Paaske Pernille Harder |

## Finalresultate
| Disziplin    | Sieger                         | Gegner                     | Ergebnis          |
| ------------ | ------------------------------ | -------------------------- | ----------------- |
| Herreneinzel | Lee Hyun-il                    | Anders Boesen              | 15:10, 15:2       |
| Dameneinzel  | Zhang Ning                     | Wang Chen                  | w.o.              |
| Herrendoppel | Eng Hian Flandy Limpele        | Cheng Rui Chen Qiqiu       | 10:15, 15:5, 15:1 |
| Damendoppel  | Yang Wei Zhang Jiewen          | Wei Yili Zhao Tingting     | 11:7, 6:11, 11:4  |
| Mixed        | Jens Eriksen Mette Schjoldager | Kim Yong-hyun Lee Hyo-jung | 11:7, 9:11, 11:5  |

## Halbfinalresultate
| Disziplin    | Sieger                         | Gegner                      | Ergebnis           |
| ------------ | ------------------------------ | --------------------------- | ------------------ |
| Herreneinzel | Anders Boesen                  | Sony Dwi Kuncoro            | 15:12, 6:15, 15:7  |
|              | Lee Hyun-il                    | Marleve Mainaky             | 15:6, 15:2         |
| Dameneinzel  | Zhang Ning                     | Mia Audina                  | 11:9, 11:5         |
|              | Wang Chen                      | Jun Jae-youn                | 13:11, 11:2        |
| Herrendoppel | Eng Hian Flandy Limpele        | Kim Yong-hyun Yim Bang-eun  | 15:7, 13:15, 15:5  |
|              | Cheng Rui Chen Qiqiu           | Lee Dong-soo Yoo Yong-sung  | 14:17, 15:9, 17:16 |
| Damendoppel  | Yang Wei Zhang Jiewen          | Lee Kyung-won Yim Kyung-jin | 11:6, 11:4         |
|              | Wei Yili Zhao Tingting         | Mia Audina Eti Tantra       | 11:1, 11:1         |
| Mixed        | Jens Eriksen Mette Schjoldager | Chen Qiqiu Zhao Tingting    | 11:3, 11:8         |
|              | Kim Yong-hyun Lee Hyo-jung     | Lars Paaske Pernille Harder | 11:8, 11:6         |

## Viertelfinalresultate
| Disziplin    | Sieger                         | Gegner                               | Ergebnis           |
| ------------ | ------------------------------ | ------------------------------------ | ------------------ |
| Herreneinzel | Sony Dwi Kuncoro               | Chen Yu                              | 9:15, 15:6, 15:9   |
|              | Anders Boesen                  | Indra Wijaya                         | 15:13, 15:10       |
|              | Marleve Mainaky                | Przemysław Wacha                     | 15:13, 15:10       |
|              | Lee Hyun-il                    | Dicky Palyama                        | 15:2, 15:13        |
| Dameneinzel  | Zhang Ning                     | Miho Tanaka                          | 11:4, 11:1         |
|              | Mia Audina                     | Kim Kyeung-ran                       | 11:0, 11:2         |
|              | Jun Jae-youn                   | Bae Seung-hee                        | 11:4, 11:2         |
|              | Wang Chen                      | Aparna Popat                         | 11:8, 11:4         |
| Herrendoppel | Kim Yong-hyun Yim Bang-eun     | Jens Eriksen Martin Lundgaard Hansen | 15:13, 11:15, 15:6 |
|              | Eng Hian Flandy Limpele        | Ian Sullivan Peter Jeffrey           | 15:8, 15:7         |
|              | Cheng Rui Chen Qiqiu           | Lars Paaske Jonas Rasmussen          | 15:13, 15:13       |
|              | Lee Dong-soo Yoo Yong-sung     | Nathan Robertson Anthony Clark       | 15:2, 17:14        |
| Damendoppel  | Lee Kyung-won Yim Kyung-jin    | Gail Emms Donna Kellogg              | 11:4, 11:6         |
|              | Yang Wei Zhang Jiewen          | Pernille Harder Mette Schjoldager    | 7:11, 11:1, 11:7   |
|              | Mia Audina Eti Tantra          | Kim Kyeung-ran Jun Jae-youn          | 13:10, 11:1        |
|              | Wei Yili Zhao Tingting         | Chikako Nakayama Keiko Yoshitomi     | 11:7, 11:3         |
| Mixed        | Jens Eriksen Mette Schjoldager | Tony Gunawan Eti Tantra              | 11:8, 11:7         |
|              | Chen Qiqiu Zhao Tingting       | Norio Imai Chikako Nakayama          | 11:3, 11:6         |
|              | Lars Paaske Pernille Harder    | Michael Lamp Ann-Lou Jørgensen       | 6:11, 11:2, 11:3   |
|              | Kim Yong-hyun Lee Hyo-jung     | Cheng Rui Zhang Jiewen               | 11:8, 11:5         |